# 卡拉科尔 (玛雅)

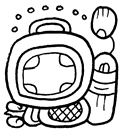
代表卡拉科尔的象形文字（Caracol）

卡拉科尔，马雅的主要城市，今为伯利兹中南部一个考古地点，位于危地马拉的马雅蒂卡尔城市东南约76公里。此为西班牙文“蜗牛”之意。其原地名已佚。废墟于1937年被一个伐木工人发现。1952年—1953年得到首次勘查。1985年开始大规模发掘并清理。由佛罗里达大学戴安娜·蔡斯和阿伦·蔡斯领导的小组主持工作，中古典时期（公元6世纪），卡拉科尔十分繁荣，约562年取代蒂卡尔，后中衰，800年前后复兴，现存金字塔高42·5米，附近有寓所、纪念碑和一个球场，已发现包括陶瓷、壁画、雕刻品等文物。考古勘查其面积大于蒂卡尔。